# Liz McColgan
Liz McColgan-Nuttal MBE (Geburtsname: Elizabeth Lynch; * 24. März 1964 in Dundee) ist eine ehemalige schottische Langstreckenläuferin.
Sie gewann bereits 1976 im Alter von 12 Jahren die Dundee Schools Cross Country Championship. Bei den Commonwealth Games 1986 in Edinburgh gewann McColgan-Nuttal den 10.000-Meter-Lauf. 1988 holte sie Silber bei den Olympischen Spielen in Seoul über 10.000 Meter hinter Olga Bondarenko (URS) und vor Jelena Schupijewa-Wjasowa (URS). Auf der gleichen Distanz errang McColgan-Nuttal 1990 bei den Commonwealth Games in Auckland Gold und Bronze über 3000 Meter. 
Ihr Sponsor Nike ließ sie 1990 fallen, nachdem sie ihm mitgeteilt hatte, dass sie mit Eilish schwanger ist. 1991 nahm McColgan-Nuttal schon sechs Wochen nach der Geburt von Eilish an einem internationalen 5-Kilometer-Rennen in Florida teil und gewann im März Bronze bei den Crosslauf-Weltmeisterschaften in Antwerpen. Bei den Weltmeisterschaften holte sie Gold über 10.000 Meter. 
Auch als Marathonläuferin war McColgan-Nuttal erfolgreich. Sie gewann 1991 den New-York-City-Marathon, 1992 den Tokyo International Women’s Marathon und 1996 den London-Marathon, bei dem sie 1997 und 1998 Zweite wurde. Außerdem gewann McColgan-Nuttal dreimal den Great North Run über die Halbmarathondistanz (1992, 1995, 1996).

## Persönliches
1987 heiratete Liz den nordirischen Langstrecken- und Hindernisläufer Peter McColgan und lebte mit den gemeinsamen Kindern in Carnoustie bei Dundee. Das Paar trennte sich im November 2010 und wurde im März 2013 geschieden. Am 18. Januar 2014 heiratete sie den Trainer John Nuttal.
Nach dem Ende ihrer aktiven sportlichen Laufbahn eröffnete sie 1999 einen eigenen Fitness-Club und begann damit, junge Talente zu trainieren. Ihre Tochter Eilish McColgan, die von ihr trainiert wird, ist ebenfalls eine erfolgreiche schottische Mittel- und Langstreckenläuferin, die bereits an zwei Olympischen Spielen teilnahm. 

## Ehrungen
- 1991 sie in Großbritannien zur Sportlerin des Jahres gewählt.
- 2004 wurde sie in die Scottish Sports Hall of Fame aufgenommen.[5]